# 2007-es UEFA-szuperkupa
A 2007-es UEFA-szuperkupa a 32. európai szuperkupa-döntő volt. A mérkőzést a II. Lajos Stadionban, Monacóban játszotta 2007. augusztus 31-én a 2006–2007-es UEFA-bajnokok ligája-győztes olasz AC Milan és a 2006–2007-es UEFA-kupa-győztes spanyol Sevilla.
A Sevilla válhatott volna a második olyan csapattá, amely megvédi a címét. Az első ilyen csapat épp az ellenfele, az AC Milan volt, mely korábban négy alkalommal nyerte meg a trófeát. Ez volt a Milan hetedik fellépése a szuperkupában.
A Sevilla játékosának, Antonio Puertának a halála miatt felvetődött a lehetőség, hogy a mérkőzést talán törlik, de a mérkőzést végül lejátszották, és minden játékos a "PUERTA" nevet viselte a mezén, alatta a számával.
A mérkőzést az AC Milan nyerte 3–1-re, Filippo Inzaghi, Marek Jankulovski és az UEFA, év labdarúgója címmel büszkélkedő, Kaká góljaival. Mindhárom Milan-gól a második félidőben esett, miután Renato megszerezte a vezetést a Sevillának a 14. percben. Ez volt a Milan ötödik szuperkupa címe.

## Mérkőzés összegzés
A Sevillának már a mérkőzés elején adódott egy komoly lehetősége a gólszerzésre, amikor Renato lecsapott Massimo Oddo hibájára, azonban elhibázta a lövését. Két perccel később a Milannak volt esélye gólszerzésre, miután Filippo Inzaghi lövése kipattant Kaká-hoz. A Sevilla a 14. percben megszerezte a mérkőzés első gólját, ugyanis Renato befejelte Duda szögletét. A sevillai játékosok egységesen az ég felé mutatva ünnepelték a gólt. A Sevilla majdnem megszerezte a második gólt a 25. percben, miután Gennaro Gattuso próbálkozását a Sevilla hárította, melynek eredményeként a labda Frédéric Kanouté-hoz került, aki egy az egyben ment Dida felé, de a passzát Renato mögé adta. Azonban Renato még képes volt kontroll alatt tartani a labdát, és kapura lőni, de a lövését Alessandro Nesta blokkolta. Inzaghi azonban a szünet után egyenlített, miután teljesen szabadon fejelhetett a kapuba Gennaro Gattuso jobb oldalról érkező beadásából. Nem sokkal később egy előre ívelt labdából, melyet Marek Jankulovski kapáslövése követett, megszerezte a vezetést az AC Milan. A mérkőzés vége előtt kevéssel Kakát buktatták a tizenhatoson belül. Kaká büntetőjét először még hárította Andrés Palop, azonban a kipattanót már fejjel értékesítette és góljával beállította a 3–1-es végeredményt a brazil játékos.

## Mérkőzés adatok
| 2007. augusztus 31. 20:45 (UTC+2) |

| AC Milan                             | 3–1   | Sevilla    |
| ------------------------------------ | ----- | ---------- |
| Inzaghi 55' Jankulovski 62' Kaká 87' | (0–1) | Renato 14' |

| II. Lajos Stadion, Monaco Nézőszám: 18 000 Játékvezető: Konrad Plautz (osztrák) |

| AC Milan | Sevilla |

| AC MILAN: |    |                   |    |     |
| |    |                   |    |     |
| GK | 1  | Dida              |    |     |
| RB | 44 | Massimo Oddo      |    |     |
| CB | 4  | Kaha Kaladze      |    |     |
| CB | 13 | Alessandro Nesta  |    |     |
| LB | 18 | Marek Jankulovski |    |     |
| DM | 23 | Massimo Ambrosini |    |     |
| CM | 8  | Gennaro Gattuso   | 6' | 73' |
| CM | 21 | Andrea Pirlo      |    |     |
| AM | 10 | Clarence Seedorf  |    | 89' |
| SS | 22 | Kaká              |    |     |
| CF | 9  | Filippo Inzaghi   |    | 88' |
| Cserék: |    |                   |    |     |
| GK | 16 | Željko Kala       |    |     |
| DF | 2  | Cafu              |    |     |
| DF | 19 | Giuseppe Favalli  |    |     |
| DF | 25 | Daniele Bonera    |    |     |
| MF | 5  | Emerson           |    | 73' |
| MF | 32 | Cristian Brocchi  |    | 89' |
| FW | 11 | Alberto Gilardino |    | 88' |
| Vezetőedző: |    |                   |    |     |
| Carlo Ancelotti A mérkőzés játékosa: Andrea Pirlo (AC Milan) Asszisztensek: Egon Bereuter Markus Mayr 4. számú játékvezető: Fritz Stuchlik |    |                   |    |     |

| SEVILLA:     |    |                      |     |     |
|              |    |                      |     |     |
| GK           | 1  | Andrés Palop         |     |     |
| RB           | 4  | Daniel Alves         |     |     |
| CB           | 18 | José Luis Martí      |     | 65' |
| CB           | 14 | Julien Escudé        |     | 83' |
| LB           | 3  | Ivica Dragutinović   |     |     |
| RM           | 7  | Jesús Navas          |     |     |
| CM           | 8  | Christian Poulsen    | 70' |     |
| CM           | 11 | Renato               |     |     |
| LM           | 5  | Duda                 | 68' | 74' |
| CF           | 21 | Seydou Keita         |     |     |
| CF           | 12 | Frédéric Kanouté     |     |     |
| Cserék:      |    |                      |     |     |
| GK           | 13 | Morgan de Sanctis    |     |     |
| DF           | 15 | Aquivaldo Mosquera   |     |     |
| MF           | 17 | Diego Capel          |     |     |
| MF           | 25 | Enzo Maresca         |     | 74' |
| FW           | 10 | Luís Fabiano         |     | 83' |
| FW           | 20 | Tom de Mul           |     |     |
| FW           | 9  | Alekszandr Kerzsakov |     | 65' |
| Vezetőedző:  |    |                      |     |     |
| Juande Ramos |    |                      |     |     |

| A 2007-es UEFA-szuperkupa győztese |
| ---------------------------------- |
| AC Milan 5. cím                    |

## Lásd még
- 2006–2007-es UEFA-bajnokok ligája
- 2006–2007-es UEFA-kupa